# Fabrasia alvarengai
Fabrasia alvarengai là một loài bọ cánh cứng trong họ Ptinidae. Loài này được Martnez & Viana miêu tả khoa học năm 1964.